# Муравка (притока Колп'яни)
Мура́вка чи Мура́вля (рос. Муравка, Муравля) — річка в Росії, протікає по території міського округу Шаховська Московської області.

## Гідрографія
Бере початок у 5 км на схід від станції Шаховська Ризького напрямку Московської залізниці. Гирло річки знаходиться в 11 км по лівому березі річки Колп'яни. Довжина річки становить 12 км. Вздовж течії річки розташовані маленькі села Зденежжя, Коптязіно, Затесово, Беркуново та велике старовинне село Біла Колп.
Назва річки пов'язана з д.-рус. мурава («моріг, мурава») чи муравель («мураха, муравель»).

## Дані водного реєстру
За даними державного водного реєстру Росії належить до Верхньоволзького басейнового округу, водогосподарська ділянка річки — Волга від міста Твер до Іваньковського гідровузла (Іваньковське водосховище), річковий підбасейн річки — басейни приток (Верхньої) Волги до Рибінського водосховища. Річковий басейн річки — (Верхня) Волга до Куйбишевського водосховища (без басейну Оки).
За даними геоінформаційної системи водогосподарського районування території РФ, підготовленої Федеральним агентством водних ресурсів:
- Код водного об'єкта в державному водному реєстрі — 08010100712110000002756
- Код з гідрологічної вивченості (ГВ) — 110000275
- Код басейну — 08.01.01.007
- Номер тома за ГВ-10
- Випуск за ГВ-0